# Suregada cicerosperma
Suregada cicerosperma là một loài thực vật có hoa trong họ Đại kích. Loài này được (Gagnep.) Croizat miêu tả khoa học đầu tiên năm 1942.